# شارل ویل‌نوو
شارل ویل‌نوو  فرانسوی: Charles Villeneuve‎؛ زادهٔ ۱۹ ژوئیهٔ ۱۹۴۱) روزنامه‌نگار ارمنی‌تبار اهل فرانسه است.

## زندگی‌نامه
وی در ۱۹ ژوئیهٔ ۱۹۴۱ در بیروت به دنیا آمد . وی همچنین برنده جوایزی همچون لژیون دونور (شوالیه) شد.